# فرديناند بورشه
فرديناند بورشه من مواليد 3 سبتمبر 1875 في مافرسدورف [الإنجليزية] بِبوهيميا - الوفاة في 30 يناير 1951 في شتوتغارت هو مهندس سيارات نمساوي ألماني مشهور حيث تعدّ سيارة فولكس فاغن بيتل أو الخنفساء من أشهر تصاميمه واختراعاته كما أنه مؤسس علامة وشركة بورشه للسيارات. واشتهر أيضاً باختراع أول سيارة كهربائية هجينة هي سيارة Lohner–Porsche ‏.
ساهم بورشه مساهمة هامة في المجهود الحربي الألماني خلال الحرب العالمية الثانية حيث شارك في إنتاج الدبابات المتقدمة مثل في كيه 4501 ودبابة النمر 1 ودبابة النمر 2 وإيليفانت وبانزر 8 ماوس، فضلا عن غيرها من أنظمة الأسلحة، بما في ذلك في-1.
كان بورشه عضوًا في الحزب النازي، وكان يسمى «المهندس الألماني الكبير» من قبل المسؤولين النازيين. حصل بورشه على الجائزة الألمانية الوطنية للفنون والعلوم وصليب الاستحقاق الحربي.

## نشأته
نشأ بورشه كثالث ثلاثة أبناء لأنتون بورشه وكان قد بدا عليه الولع بالتقنية منذ صغره. بعد دراسته بدء بورشه تكوينا مهنيا في محل والده وقام في نفس الوقت بمواصلة مسيرته المدرسية في مدرسة ليلية. وكانت دراسات بورشه العالية الوحيدة قد اقتصرت على بعض المحاضرات التي استمع لها دون أن يكون مرسما بالجامعة.
بعد تفكك الإمبراطورية النمساوية المجرية في نهاية الحرب العالمية الأولى، اختار بورشه الجنسية التشيكوسلوفاكية، وفي عام 1934 قام أدولف هتلر أو يوزف غوبلز بجعل بورشه مواطناً ألمانياً متجنساً.

## حياته العملية

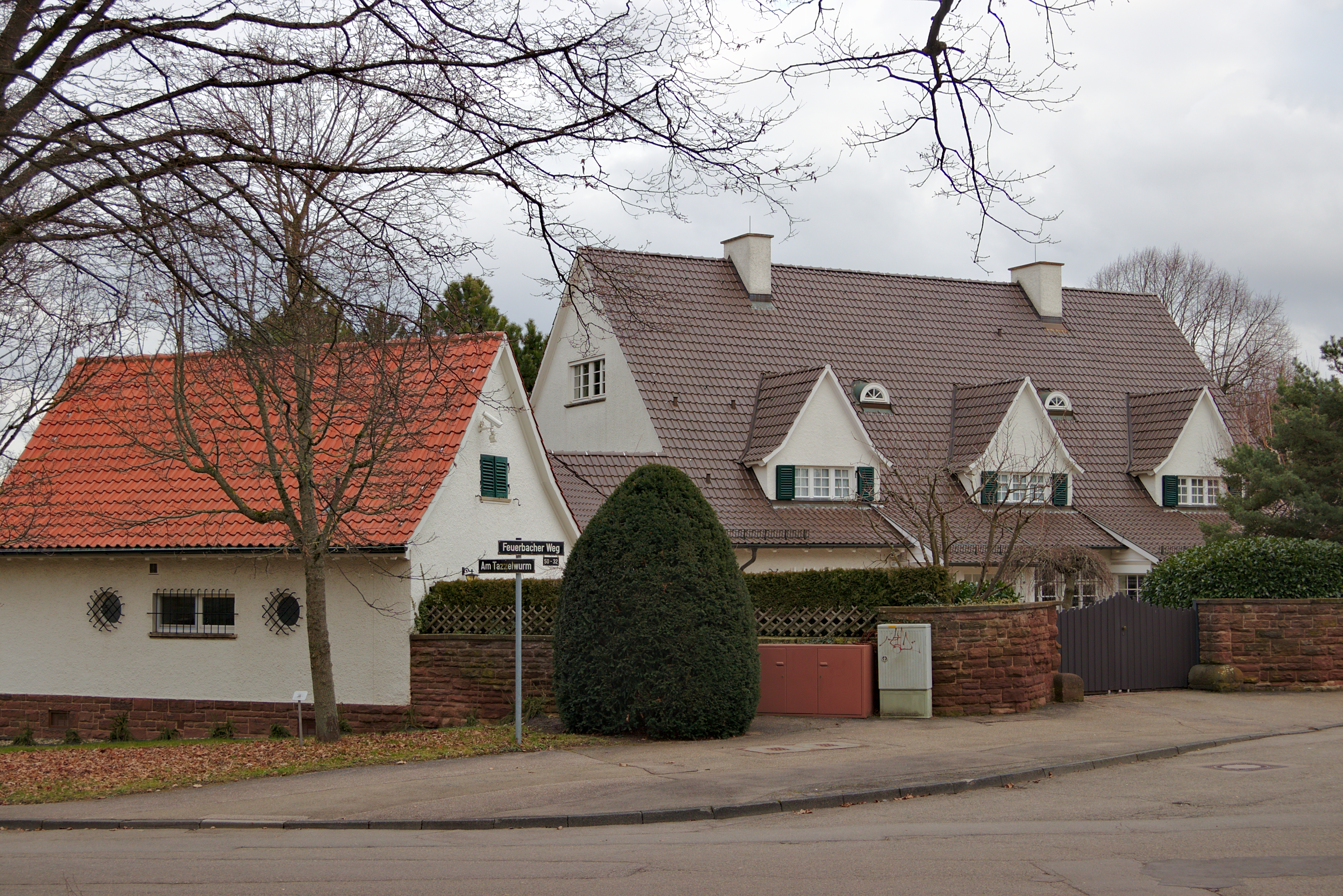
فيلا فرديناند بورشه (1923–1934): مقر إقامة مؤسس بورشه خلال تطور مسيرته الهندسية في شتوتغارت

سنة 1893 وفي سن 18 بدء فرديناند العمل في شركة Vereinigten Electricitäts-AG Béla Egger في فينا حيث صعد سلم التدرج الوظيفي بسرعة من ميكانيكي إلى رئيس قسم الاختيارات. في سنة 1898، تحول بورشه إلى شركة k. u. k. Hofwagenfabrik Ludwig Lohner & Co حيث قام بتطوير أول سيارة بدفع رباعي للعجلات وبالطاقة المخضرمة. إلا أن بحوث فرديناند صارت مكلفة بالنسبة للشركة مما دفعه للتحول إلى شركة Daimler Motoren KG Brienz Fischer & Co كمدير لقسم البحوث وقسم الإنتاج حيث اهتم بتطوير محركات الطائرات والسارات الفردية إلى جانب السيارات الرياضية. سنة 1916 تم تسميته كمدير عام للشركة وفي 1917 تحصل على دكتوراه شرفية من جامعة فينا. سنة 1923 ترك فرديناند مشغله ليذهب إلى شركة دايملر موتورين جيزيلشافت حيث قام بالعديد من الاختراعات الناجحة والتصاميم للسيارات، الشيء الذي جعل جامعة شتوتغارت تمنحه درجة الدكتوراه الشرفية أو الفخرية سنة 1924. بعد اندماج شركة دايملر مع شركة بنز سنة 1926 فقد فرديناند وظيفته مما جعله يعمل لمدة قصيرة في شركة شتاير قام بعدها في سنة 1931 بتأسيس شركته والتي سماها Dr. Ing. h.c. F. Porsche GmbH حيث كان يمتلك 70% منها وكان سائق السيارات الرياضية أدولف روزنبارغر يملك 15% وأحد أصهاره 15%. وشركة بورشه اليوم من أشهر شركات تصنيع السيارات الرياضية.

## تصميم سيارة الشعب
في شهر يونيو من عام 1934 تلقى بورشه طلباً من المستشار الألماني هتلر لتصميم «سيارة الشعب» (أو فولكس فاغن)، وفعلاً تم الأمر وتم تصميم النماذج للسيارة وبدأ إنتاج السيارة في عام 1938.

## روابط خارجية
- فرديناند بورشه على موقع الموسوعة البريطانية (الإنجليزية)
- فرديناند بورشه على موقع مونزينجر (الألمانية)
- فرديناند بورشه على موقع إن إن دي بي (الإنجليزية)